# Número CAS
El número CAS o número de registre CAS (en anglès CAS registry number) és una identificació numèrica única per a compostos químics, polímers, seqüències biològiques, preparats i aliatges. El Chemical Abstracts Service (CAS), que pertany a la Societat Química Americana, assigna aquests identificadors a cada compost químic que ha estat descrit en la literatura.
El CAS també manté una base de dades dels compostos químics, coneguda com a registre CAS. Més de 23 milions de compostos estan numerats i catalogats, sense cap ordre aparent, amb aproximadament 4.000 de nous cada dia. Aquesta catalogació facilita la recerca a la base de dades, atès que sovint s'assignen diferents noms per al mateix compost. Gairebé totes les molècules conegudes actualment poden ser trobades pel nombre CAS.
Exemples:
- Aigua – CAS: 7732-18-5
- Etanol – CAS: 64-17-5
- Àcid acetilsalicílic (Aspirina) – CAS: 50-78-2
- Heroïna – CAS: 561-27-3